# Układ normalny systemu elektroenergetycznego
Układ normalny systemu elektroenergetycznego – model systemu elektroenergetycznego w postaci zestawu danych opisujących parametry i stan sieci przesyłowej. Układ normalny stanowi bazowy model KSE (Krajowa Sieć Energetyczna), który jest podstawą do wykonywania dalszych analiz związanych na przykład ze zmianą konfiguracji sieci, obciążeń odbiorów, zmianami rozkładu generacji w elektrowniach.
Układ normalny jest też podstawą dalszych analiz wykonywanych w cyklach dobowych, polegających na dopasowaniu obciążenia i topologii sieci do aktualnego stanu. Również w pracach związanych z planowaniem długookresowym punktem początkowym jest układ normalny – model KSE z roku zerowego.